# Euonymus cinereus
Euonymus cinereus är en benvedsväxtart som beskrevs av Laws. Euonymus cinereus ingår i släktet Euonymus och familjen Celastraceae. Inga underarter finns listade.